# 해주 이씨
해주 이씨(海州李氏)는 황해남도 해주시를 본관으로 하는 한국의 성씨이다. 시조는 조선에서 참봉(參奉)을 지낸 뒤 해주에 정착한 이선(李璿)이다.

## 참고 자료
- “해주이씨(海州李氏)”. 뿌리를 찾아서.[깨진 링크(과거 내용 찾기)]